# Bisbat de Namibe
El 'Bisbat de Namibe (portuguès: Diocese de Namibe; llatí: Dioecesis Namibensis) és una seu de l'Església Catòlica a Angola, sufragània de l'arquebisbat de Lubango. El 2013 tenia 375.000 batejats al voltant de 1.228.000 habitants. Actualment és dirigida pel bisbe Dionisio Hisiilenapo.

## Territori
La diòcesi comprèn la província de Namibe a Angola. La seu episcopal és la ciutat de Namibe, on s'hi troba la catedral de São Pedro. Està subdividida en 6 parròquies.

## Història
La diòcesi fou erigida el 21 de març de 2009 amb la bolla Apostoli ipsi del papa Benet XVI, aplegant el seu territori de l'arquebisbat de Lubango.

## Cronologia de bisbes
- Mateus Feliciano Tomás † (21 març 2009 - 30 octobre 2010 mort)
- Dionisio Hisiilenapo, des del 8 de juliol de 2011

## Estadístiques
A finals del 2013, la diòcesi tenia 375.000 batejats sobre una població de 1.228.000 persones, equivalent al 30,5% del total.
| any  | població | població  | població | sacerdots | sacerdots       | sacerdots       | sacerdots             | diaques | religiosos | religiosos | parròquies |
| ---- | -------- | --------- | -------- | --------- | --------------- | --------------- | --------------------- | ------- | ---------- | ---------- | ---------- |
| any  | batejats | total     | %        | total     | clergat secular | clergat regular | batejats por sacerdot | diaques | homes      | dones      |            |
| 2009 | 270.294  | 1.195.779 | 22,6     | 12        | 9               | 3               | 22.524                |         |            | 27         | 4          |
| 2012 | 365.000  | 1.196.029 | 30,5     | 12        | 11              | 1               | 30.416                |         | 3          | 17         | 5          |
| 2013 | 375.000  | 1.228.000 | 30,5     | 16        | 12              | 4               | 23.437                |         | 4          | 18         | 6          |